# Ignacio Asúnsolo
Ignacio Asúnsolo (Durango, 15 de marzo de 1890-Ciudad de México, 21 de diciembre de 1965) fue un escultor mexicano.

## Vida
Nació en la Hacienda de San Juan Bautista. A poco de nacer su familia se instala en Hidalgo del Parral, Chihuahua. Comenzó a modelar en barro a los seis años de edad, imitando a su madre, quien lo hacía con destreza y placer. Ingresa al Seminario Conciliar. En 1904 toma clases de escultura con el italiano Pellegrini, en la ciudad de Chihuahua. En 1908 ingresa en la Escuela Nacional de Bellas Artes. Continuó sus estudios desde 1919 en L'Ecole des Beaux-Arts en París. A su regreso a México en 1921 comenzó una productiva carrera como maestro y artista, usando un naturalismo académico a monumentos oficiales públicos de inspiración nacionalista tales como el monumento a la Paternidad (1924, Cd. de México, Museo Nacional de Historia). Sus trabajos más ambiciosos relativos a la Revolución son el Monumento a Obregón (1933, Cd. de México, Av. Insurgentes), La Familia Proletaria (1934, Cd. de México, Instituto Politécnico Nacional), y el Monumento a Francisco Villa (1957, Chihuahua, Av. División del Norte). Asúnsolo esculpió la estatuilla denominada Ariel, con la que la Academia Mexicana de Artes y Ciencias Cinematográficas otorga anualmente el Premio Ariel en reconocimiento a lo mejor de la industria cinematográfica Mexicana; fue inspirada en el libro del mismo nombre escrito por José Enrique Rodó y la obra La Tempestad, de William Shakespeare. También trató otros temas, tales como desnudos femeninos y retratos, a veces en madera o bronce, que contienen referencias al arte precolombino. En esencia fue un artista que opuso resistencia al cambio, un tradicionalista inteligente y brillante.

## Obras
- CERA
  - Retrato de Justo Sierra busto (1945)
- BARRO
  - Sentenciado figura
  - Boceto para el monumento a la División del Norte figura ecuestre (1956) Chihuahua, Chihuahua
- PLASTILINA
  - Boceto para el monumento a fray Juan de Zumárraga figura (1949) Villa de Guadalupe
  - Boceto para el monumento a la madre figura Hermosillo, Sonora
- PIEDRA
  - La familia proletaria (1934)[3]
  - Hablará a los siglos figura (1960)
  - India mexicana cabeza
- BRONCE
  - Retrato del escultor German Cueto (1923)
  - Retrato de Guadalupe Marin (1930)
  - Retrato de Alberto J. Pani (1933)
  - Niño otomí (1936)
  - Tragedia del indio otomí (1936)
  - Estrellita (1936)
  - Retrato de Enrique González Martínez (1936)
  - Soldado (1937)
  - El poeta (1938)
  - Retrato de Liza (1939)
  - Retrato de Ana Ma. Artigas (1941)

## Galería
|                            |
| Monumento a Álvaro Obregón |

|                                                            |
| La familia proletaria, en la colonia Plutarco Elías Calles |

|                                                       |
| La actriz Dolores Heredia junto a la estatuilla Ariel |